# Лот номер 249
«Лот номер 249» (англ. Lot No 249) — оповідання  шотландського письменника  Артура Конан Дойла, написане в 1892 році.

## Сюжет
Це оповідання частково фантастичне, частково детективне. Дія розгортається в Оксфодському університеті. Головний герой, Аберкромб Сміт, живе на третьому поверсі однієї з веж. На першому живе людина на прізвище Чі, а на другому дивна людина на і'мя Едвард Беллингем. Цей самий Беллингем одного разу стривожив Сміта. Сміт спустився до Чі, і вони разом увійшли до Беллінгему. Той лежав на підлозі, знепритомний, а на столі лежав розкритий саркофаг з мумією. Чі припустив, що Беллінгем злякався мумії. Вони привели його у свідомість, але він не сказав нічого певного. Тільки те, що мумія була під номером 249.
Із цього моменту в університеті почали відбуватися дивні речі. Увечері на одну людину напав, по припущенню, бурлака. На ньому були білі лахміття, і пальці його були міцні як залізо. Він хотів задушити людину, але йому не вдалося. Людина, що піддався нападу, посварилася з Беллінгемом. Той же містичний бурлака нападає один раз вночі на Чі. Стало відоме, що незадовго до цього Чі й Беллінгем посварилися.
У Аберкромба Сміта з'являються сумніви: чи не замішаний у цих замахах Беллінгем? Один раз проходячи в кімнати Беллінгема, двері якої були відчинені, Сміт зауважує, що мумії немає в саркофазі. Він піднімається небагато нагору, як чує за спиною незрозумілі кроки. У коридорі було темно, і Сміт нічого не бачив. Він знову заглянув у кімнату Беллінгема й побачив, що мумія лежить у саркофазі…Сміт починає дещо розуміти. Він робить натяки Беллінгему, але той тільки відмахується. Після цього відбувається замах на Сміта. Він встиг втекти.
Тоді Аберкромб Сміт вирішує діяти. Він купує револьвер і відправляється до Беллінгему. Там він змушує Беллінгема знищити мумію й древні єгипетські записи, придбані з мумією № 249.